# Serguéi Lozhkin
Serguéi Lozhkin –en ruso, Сергей Ложкин– es un deportista ruso que compitió en biatlón. Ganó una medalla de plata en el Campeonato Mundial de Biatlón de 1993, en la prueba de 10 km equipo.

## Palmarés internacional
| Campeonato Mundial | Campeonato Mundial  | Campeonato Mundial | Campeonato Mundial |
| Año                | Lugar               | Medalla            | Prueba             |
| ------------------ | ------------------- | ------------------ | ------------------ |
| 1993               | Borovets (Bulgaria) | Medalla de plata   | Equipo             |